# Apopie Lusamba
Apopie Lusamba, née le 20 mai 1985 en Moselle (France)[réf. nécessaire], est une handballeuse française, évoluant au poste de pivot, ou d'arrière droite. 
En club, elle est formée au HB Metz Moselle Lorraine mais elle ne parvient pas à intégrer l'équipe première et joue pour l'équipe réserve. Elle évolue alors par la suite dans les clubs de Yutz, Nantes, Saint-Amand-les-Eaux et Stella Saint-Maur puis au HBC Gagny,.
Avec l'équipe nationale de la RD du Congo, elle participe notamment aux Championnats du monde en 2013 où son équipe finit à la 20e place et en 2015.
Aux championnats d'Afrique, elle remporte une médaille de bronze en 2012 puis une médaille d'argent en 2014.